# Acacia drepanophylla
Acacia drepanophylla é uma espécie de leguminosa do gênero Acacia, pertencente à família Fabaceae.